# 乔治·哥尔多尼
乔治·哥尔多尼（義大利語：Giorgio Goldoni，1954年11月19日—），意大利前男子排球运动员。他曾代表意大利国家队参加1976年夏季奥林匹克运动会排球比赛，结果获得第八名。